# Kiriwina-eilanden
De Kiriwina-eilanden (ook Trobriand-eilanden genaamd) vormen een  450 km² grote archipel van koraaleilanden en atollen ten oosten van het hoofdeiland Nieuw-Guinea. Ze liggen in de provincie  Milne Bay van  Papoea-Nieuw-Guinea. Het grootste deel van de inheemse bevolking van 12.000 inwoners leeft op het belangrijkste eiland Kiriwina. Op dit eiland zetelt ook de overheid. Andere belangrijke eilanden zijn:
- Kaileuna
- Vakuta
- Kitava

De eilandengroep wordt beschouwd als een potentieel natuurgebied waar de ecoregio tropisch regenwoud behouden kan blijven. 
De Trobriand-eilanden zijn bekend geworden door de etnografische studies van de Pools-Britse antropoloog Bronislaw Malinowski. De eerste antropoloog die de Trobrianders bestudeerde, was CG Seligman, die zich concentreerde op de Massim-bevolking op het vasteland van Nieuw-Guinea. Seligman werd een aantal jaren later gevolgd door zijn leerling, de Poolse Bronisław Malinowski, die de eilanden bezocht tijdens de Eerste Wereldoorlog. Ondanks dat hij een burger was van het Oostenrijks-Hongaarse rijk, dat in oorlog was met Australië, dat toen de Trobriand-eilanden controleerde, mocht hij blijven (op voorwaarde dat hij af en toe bij de autoriteiten incheckte).  Zijn beschrijvingen van het kula-uitwisselingssysteem, tuinieren, magie en seksuele praktijken - allemaal klassiekers van de moderne antropologische geschriften - brachten veel buitenlandse onderzoekers ertoe de samenlevingen van de eilandengroep te bezoeken en andere aspecten van hun culturen te bestuderen. 

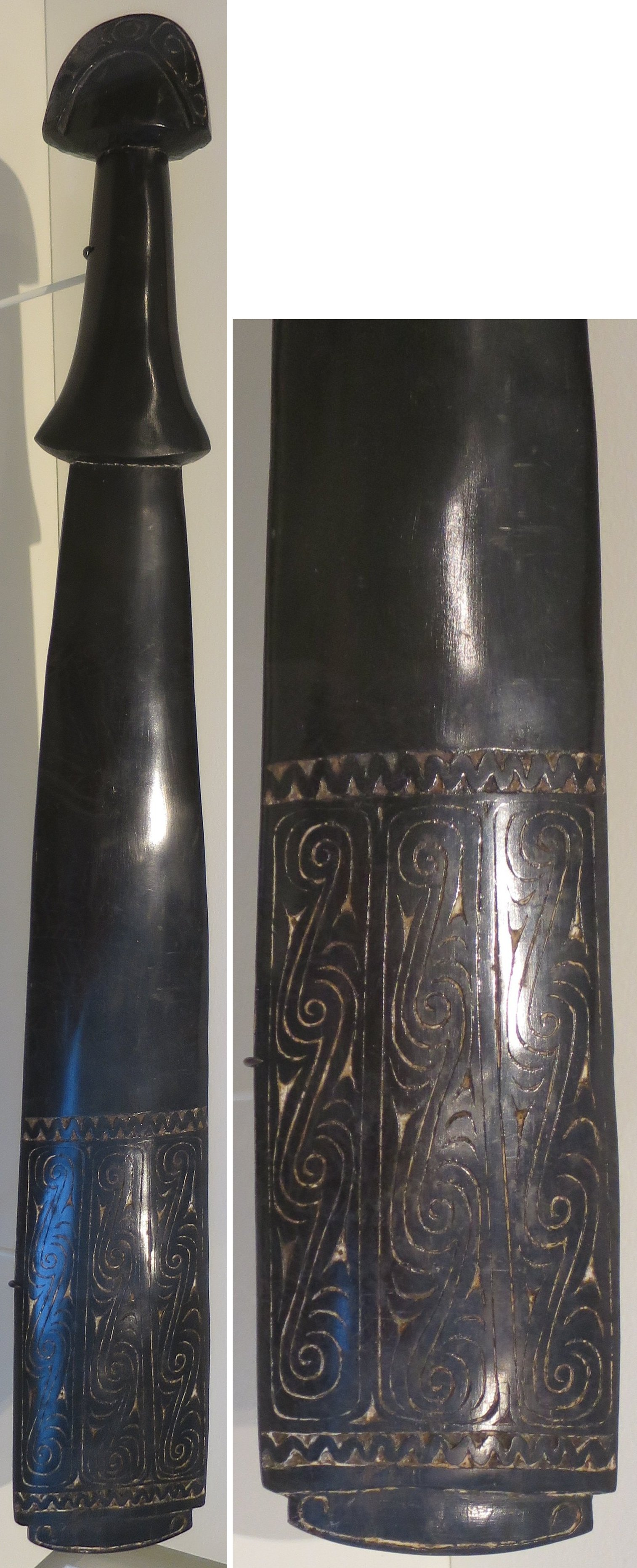
Ceremonieel zwaard van de Kiriwina-eilanden (Honolulu Museum of Art)
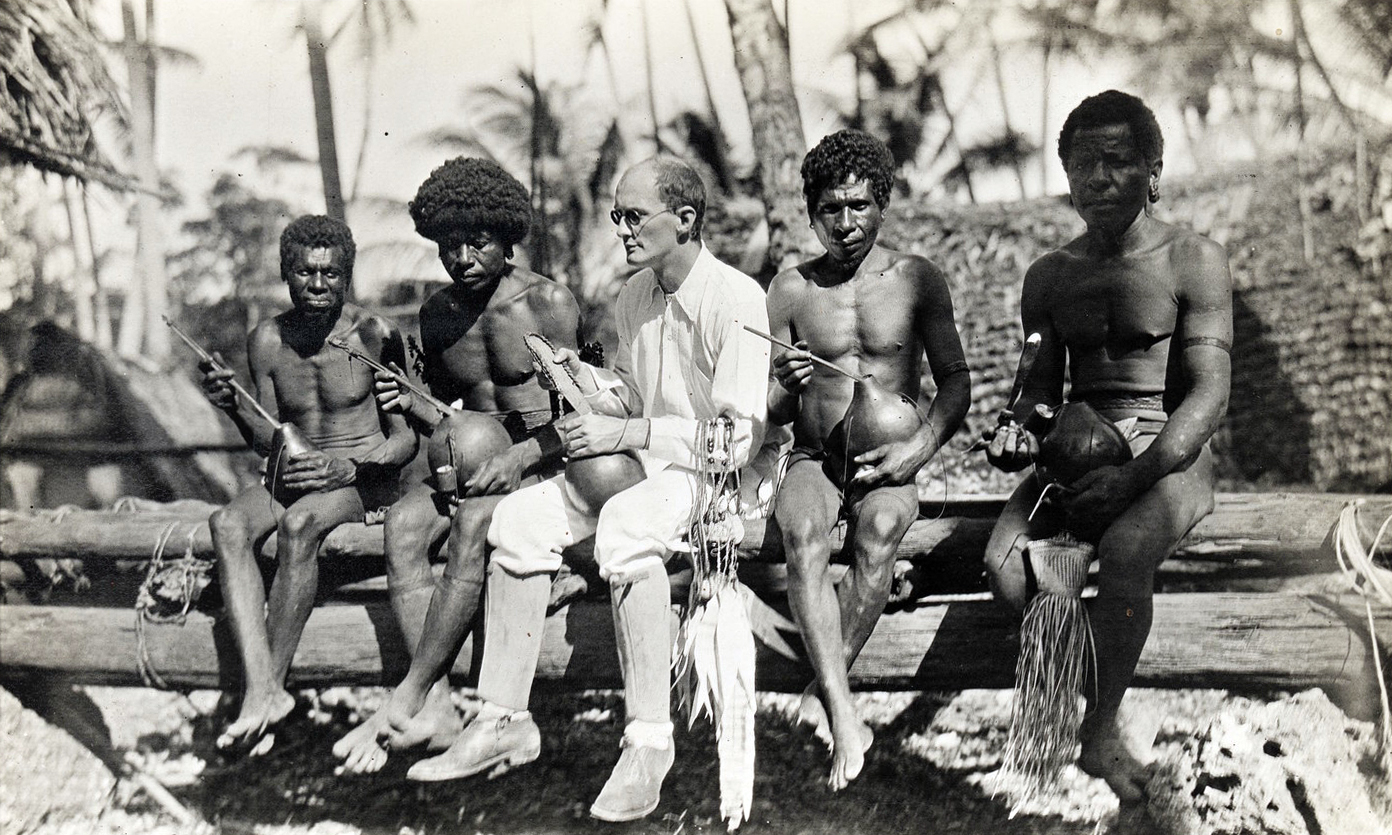
Antropoloog Bronisław Malinowski op de Kiriwina-eilanden